# Harry Hadden-Paton
Harry Frederick Gerard Hadden-Paton (Westminster, 10 april 1981) is een Brits theater-, film- en televisie-acteur. In het Nederlandse taalgebied is hij vooral bekend geworden door zijn rollen in de series The Crown en Downton Abbey.
Hadden-Paton is lid van een adellijke familie die Rossway Park Estate bij Berkhamsted in Hertfordshire bewoont. Zijn peetmoeder is Sarah Ferguson, de Hertogin van York. Hij heeft drie zussen en is getrouwd met actrice Rebecca Night. Ze hebben twee dochters. Hadden-Paton volgde een theateropleiding aan de London Academy of Music and Dramatic Art.

## Filmografie

### Film
| Jaar | Titel                    | Rol                                            | Opmerking |
| ---- | ------------------------ | ---------------------------------------------- | --------- |
| 2007 | La Vie en rose           | Doug Davis                                     |           |
| 2009 | In the Loop              | Ambtenaar                                      |           |
| 2011 | The Deep Blue Sea        | Jackie Jackson                                 |           |
| 2013 | Having You               | Barry                                          |           |
| 2013 | About Time               | Rupert                                         |           |
| 2018 | The Little Stranger      | Dr David Granger                               |           |
| 2019 | Downton Abbey            | Herbert "Bertie" Pelham, 7e Markies van Hexham |           |
| 2022 | Downton Abbey: A New Era | Herbert "Bertie" Pelham, 7e Markies van Hexham |           |
| 2024 | Twisters                 | Ben                                            |           |

### Televisie
| Jaar    | Titel                     | Rol                                            | Opmerking                                  |
| ------- | ------------------------- | ---------------------------------------------- | ------------------------------------------ |
| 2006    | The Amazing Mrs Pritchard | Hilary's adviseur                              | 1 aflevering                               |
| 2007    | Hotel Babylon             | Lisa's nieuwe echtgenoot                       | 1 aflevering                               |
| 2008    | Waking the Dead           | James Malham                                   | afleveringen "Duty and Honour: Part 1 & 2" |
| 2012    | The Hollow Crown          | Henry Green (politicus)                        | 1 aflevering                               |
| 2012    | Midsomer Murders          | Lawrence Janson                                | aflevering: "Written in the Stars"         |
| 2013    | Drifters                  | Ober                                           | aflevering: "Scabies"                      |
| 2014    | Silk                      | Ashton                                         | 1 aflevering                               |
| 2014    | Walter                    | CS Charles Addison                             | televisiefilm                              |
| 2014    | Grantchester              | William Calthorpe                              | 1 aflevering                               |
| 2014–15 | Downton Abbey             | Herbert "Bertie" Pelham, 7e Markies van Hexham | 7 afleveringen                             |
| 2015    | Wallander                 | Hans von Enke                                  | 2 afleveringen                             |
| 2016–17 | The Crown                 | Martin Charteris                               | 11 afleveringen                            |
| 2017    | Versailles                | Gaston                                         | 10 afleveringen                            |
| 2018    | Informer                  | Sid Powell                                     | 1 aflevering                               |

## Theater
| Jaar | Titel                                   | Rol                   | Opmerking |
| ---- | --------------------------------------- | --------------------- | --------- |
| 2007 | Romeo en Julia                          | Mercutio              |           |
| 2008 | The Importance of Being Earnest         | John Worthing         |           |
| 2010 | The Rivals                              | Captain Jack Absolute |           |
| 2010 | Posh                                    | Harry Villiers        |           |
| 2010 | The Prince of Homburg                   | Count Hohenzollern    |           |
| 2011 | Flare Path                              | Teddy Graham          |           |
| 2011 | No Naughty Bits                         | Michael Palin         |           |
| 2012 | She Stoops to Conquer                   | Young Charles Marlow  |           |
| 2012 | The Changeling                          | Alsemero              |           |
| 2013 | The Pride                               | Phillip               |           |
| 2018 | My Fair Lady                            | Henry Higgins         |           |
| 2019 | The King's Speech (theatervoorstelling) | George VI             |           |
| 2021 | Flying Over Sunset                      | Aldous Huxley         |           |
| 2022 | My Fair Lady                            | Henry Higgins         |           |